# Canon Object.Station
Canon Object.Station (Object.Station) је професионални рачунар фирме Кенон (Canon) који је почео да се производи у Јапану током 1994. године.
Користио је Intel 486DX4/100 микропроцесорску јединицу а RAM меморија рачунара је имала капацитет од 16 MB (до 96 MB). 
Као оперативни систем кориштен је NEXSTEP, Openstep, Windows NT.

## Детаљни подаци
Детаљнији подаци о рачунару Object.Station су дати у табели испод.
|                       |                                              |
| [ 1 ]                 |                                              |
| Произвођач            | Кенон                                        |
| Тип                   | професионални рачунар                        |
| Меморија              | 16 (до 96 MB)                                |
| Поријекло             | Јапан                                        |
| Година                | 1994                                         |
| Тастатура             | Canon тастатура са NeXT-специфичним ознакама |
| Процесор              |                                              |
| Фреквенција процесора | 100                                          |
| RAM                   | 16 (до 96 MB)                                |
| ROM                   |                                              |
| Текст                 | битмап знакови                               |
| Графика               | највише 1280x1024                            |
| Боја                  | 16-битна                                     |
| Звук                  | Soundblaster компатибилан                    |
| Димензије             | 34 (ширина) x 31 (дубина) x 30 (висина)      |
| Портови               |                                              |
| Оперативни систем     |                                              |